# مارك ويبر (لاعب هوكي الجليد)
مارك ويبر هو لاعب هوكي الجليد سويسري، ولد في 5 يوليو 1973 في بيال/بيان في سويسرا.

## وصلات خارجية
- مارك ويبر على موقع EliteProspects.com (الإنجليزية)
- مارك ويبر على موقع Eurohockey.com (الإنجليزية)
- مارك ويبر على موقع HockeyDB.com (الإنجليزية)